# Scorer (Cricket)

Scorecard eines Cricket Test-Matches

Der Scorer (deutsch veraltet auch: Schreiber) ist der Punkteaufschreiber im Cricket.
Der offiziell ernannte Scorer hat die Aufgabe, die Verlaufs- und Ergebnislisten eines Spiels zu führen. Er vermerkt alle Runs und Wickets, die erzielt werden, und die Zahl der Over, die ein Bowler geworfen hat. In sämtlichen professionellen Spielen werden entsprechend den Regeln zwei Scorer eingesetzt, wobei jede Mannschaft einen stellt. Deshalb gehört bei einer Test Serie auch ein Scorer zu den mitreisenden Offiziellen der Auswärts-Mannschaft.
Der Scorer trifft keine eigenen Entscheidungen, sondern dokumentiert nur den Verlauf und die Entscheidungen der Umpires in den Listen. In Zweifelsfällen signalisieren diese durch besondere Zeichen, die in den Regeln vorgegeben sind, dem Scorer ihre Entscheidung. Dies gilt insbesondere für die Zuordnung von Extras.
Die Daten hält der Scorer regelmäßig in einer sog. Scorecard fest. Hierbei handelt es sich um ein sehr detailliert ausgearbeitetes Formular, das es ermöglicht, alle Daten eines Innings auf einem Blatt zu erfassen. Anhand der Scorecard ist es heute möglich, ein Spiel im Detail zu rekonstruieren. Die Verwendung von EDV erfolgt allenfalls unterstützend, um die Presse und die Online-Medien auf dem Laufenden zu halten. 
Meistens ist der Scorer gleichzeitig für sämtliche Aufgaben im Zusammenhang mit den Statistiken verantwortlich. Die bekannteren Scorer sind daher fast ausnahmslos auch in diesem Bereich tätig. Sie informieren insbesondere die Medien während eines Spiels über sämtliche aktuellen statistischen Daten.
Der weltweit bekannteste Scorer war Bill Frindall, der von 1966 bis zu seinem Tode im Jahre 2009 Scorer bei sämtlichen Test-Matches in England und den meisten Test-Matches der englischen Mannschaft im Ausland war. Er war insbesondere auch für die BBC in deren Live-Übertragung der Test-Matches im Radio (Test Match Special) tätig. Dort hat er den Spitznamen "the Bearded Wonder" (dt.: das bärtige Wunder), weil er in der Lage ist, perfekte Scorecards zu führen und gleichzeitig binnen kürzester Zeit selbst völlig obskure Statistiken und Daten zu ermitteln, die er dann auch immer wieder in die laufende Radioreportage einführt.
Die Umpire und Scorer waren bis 2007 gemeinsam in der 1953 gegründeten „Association of Cricket Umpires and Scorers“ (ACU&S) organisiert, die Scorer kamen allerdings erst einige Jahre später dazu. Die ACU&S wurde durch Beschluss seiner Mitglieder im Dezember 2007 aufgelöst und mit der 2008 gegründeten „ECB Association of Cricket Officials“ (ECB ACO) vereinigt.